# Nigga Please
Nigga Please — второй студийный альбом американского хип-хоп исполнителя, а также члена американской хип-хоп группы Wu-Tang Clan, Ol' Dirty Bastard. Выпущен 14 сентября 1999 года. Это второй и последний альбом, выпущенный при жизни ODB. Альбом дебютировал на 10-й строке чарта Billboard 200, за первую неделю было продано 93 000 экземпляров. Позже альбом получил статус золотого.

## Информация об альбоме
В период между выпуском Return to the 36 Chambers: The Dirty Version и выпуском этого альбома ODB из-за своего странного поведения (в том числе на «Грэмми 1998») и многочисленных правовых препирательств получил репутацию самого дикого и эксцентричного члена группы Wu-Tang Clan.
Оригинальное название альбома выглядело так: «Black Man is God, White Man is the Devil», но позже было изменено в связи с коммерческими проблемами.

## Список композиций
1. «Recognize» (Featuring Chris Rock)
2. «I Can’t Wait»
3. «Cold Blooded»
4. «Got Your Money» (Featuring Kelis)
5. «Rollin' Wit You»
6. «Gettin' High» (Featuring 12 O'Clock, La The Darkman, Shorty Shit Stain)
7. «You Don’t Want to Fuck With Me»
8. «Nigga Please»
9. «Dirt Dog»
10. «I Want Pussy»
11. «Good Morning Heartache» (Featuring Lil' Mo
12. «All in Together Now»
13. «Cracker Jack»

## Позиции синглов в чартах
Billboard Music Charts (Северная Америка)
- 1999 Got Your Money Hot R&B/Hip-hop singles & Tracks No. 19
- 1999 Got Your Money Rhythmic Top 40 No. 4
- 1999 Got Your Money Top 40 Tracks No. 35
- 1999 Got Your Money The Billboard Hot 100 No. 33
- 2000 Got Your Money The Billboard Hot 100 No. 26
- 2000 Got Your Money Hot Rap Singles No. 6
- 2000 Got Your Money Rhythmic Top 40 No. 5
- 2000 Got Your Money Top 40 Tracks No. 32